# Nurek (ptak)
Nurek (Cerorhinca monocerata) – gatunek średniej wielkości ptaka z rodziny alk (Alcidae), jedyny przedstawiciel rodzaju Cerorhinca. Nie wyróżnia się podgatunków.
MorfologiaDługość ciała 35–38 cm; masa ciała około 533 g; rozpiętość skrzydeł 56–63 cm.
Ptak o ciemnobrązowym wierzchu ciała, szarowobrązowym gardle, czole, piersi, bokach oraz białym brzuchu. Biała brew i pasek przyżuchwowy. W porównaniu z innymi alkami ma czerwonopomarańczowy, dłuższy, węższy i niższy dziób. W zimie brakuje płowej narośli u nasady dzioba oraz białego rysunku na głowie. Obie płci podobne.
Zasięg, środowiskoGniazda buduje w norach na pochylonych zboczach skalnych zwróconych do morza, opuszcza je jedynie w nocy. Południowo-wschodnia Rosja (w tym południowy Sachalin i południowe Kuryle), Japonia, być może także skrajnie północno-wschodnia Korea, a ponadto północno-zachodnia i środkowo-zachodnia Ameryka Północna (w tym Aleuty, południowa i południowo-wschodnia Alaska). Zimuje na wodach przybrzeżnych – w Azji w granicach i w pobliżu zasięgu lęgowego, na południe aż po środkowo-wschodnie Chiny, a w Ameryce Północnej – w środkowo-zachodniej części kontynentu – zwykle od południowej Kolumbii Brytyjskiej (rzadko od południowo-wschodniej Alaski) na południe po Kalifornię Dolną.
StatusIUCN uznaje nurka za gatunek najmniejszej troski (LC, Least Concern) nieprzerwanie od 1988 roku. W 1996 roku szacowano liczebność światowej populacji na ponad 1,3 miliona osobników. Trend liczebności populacji uznawany jest za spadkowy ze względu na przypadkowe zaplątywanie się w sieci, drapieżnictwo ze strony introdukowanych gatunków oraz zmiany klimatu.